# Claus Friedrich von Reden

Claus Friedrich von Redens Porträt auf einer 1791 geschlagenen Gedenkmedaille

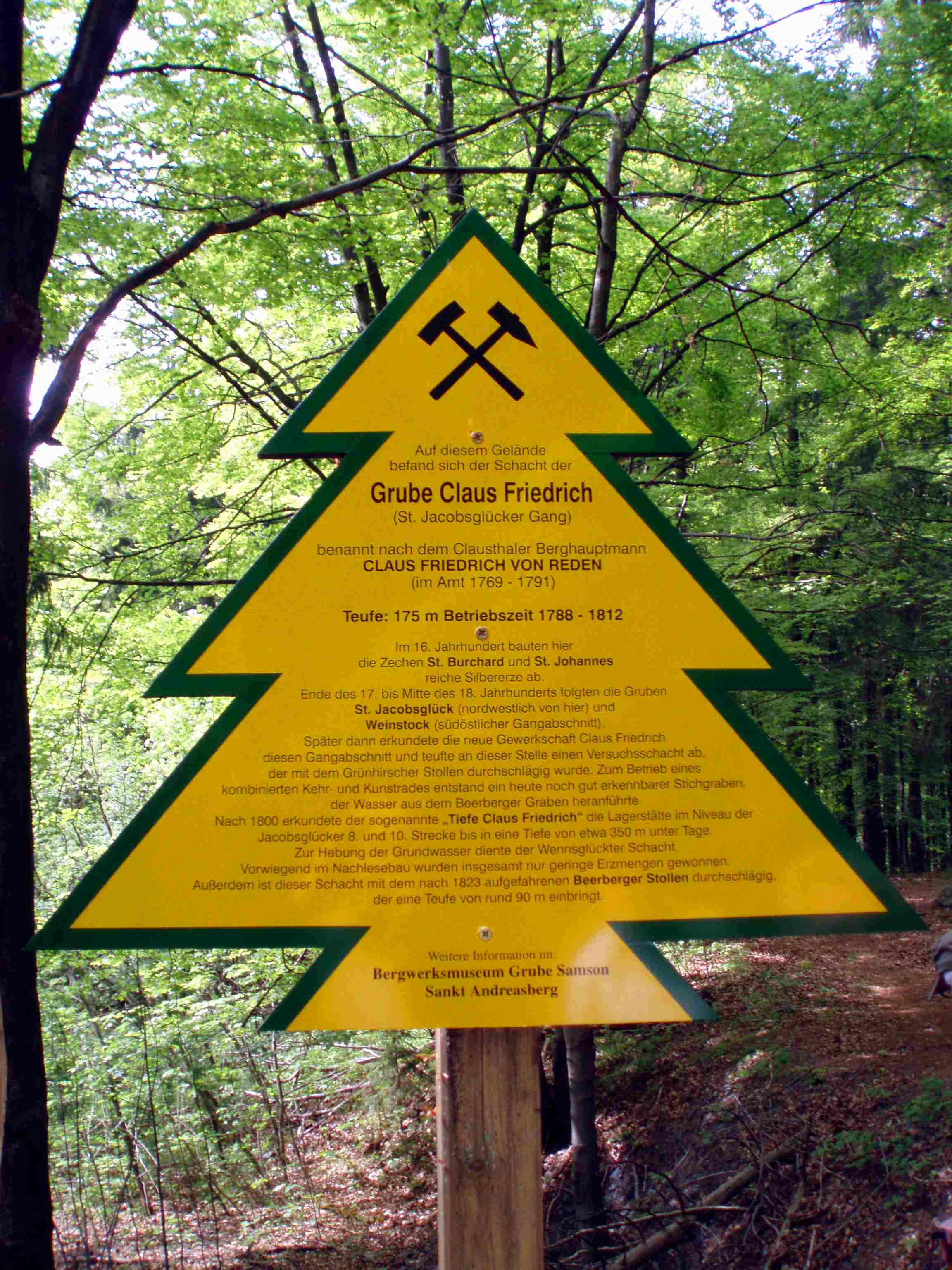
Dennert-Tanne der Grube Claus Friedrich in Sankt Andreasberg

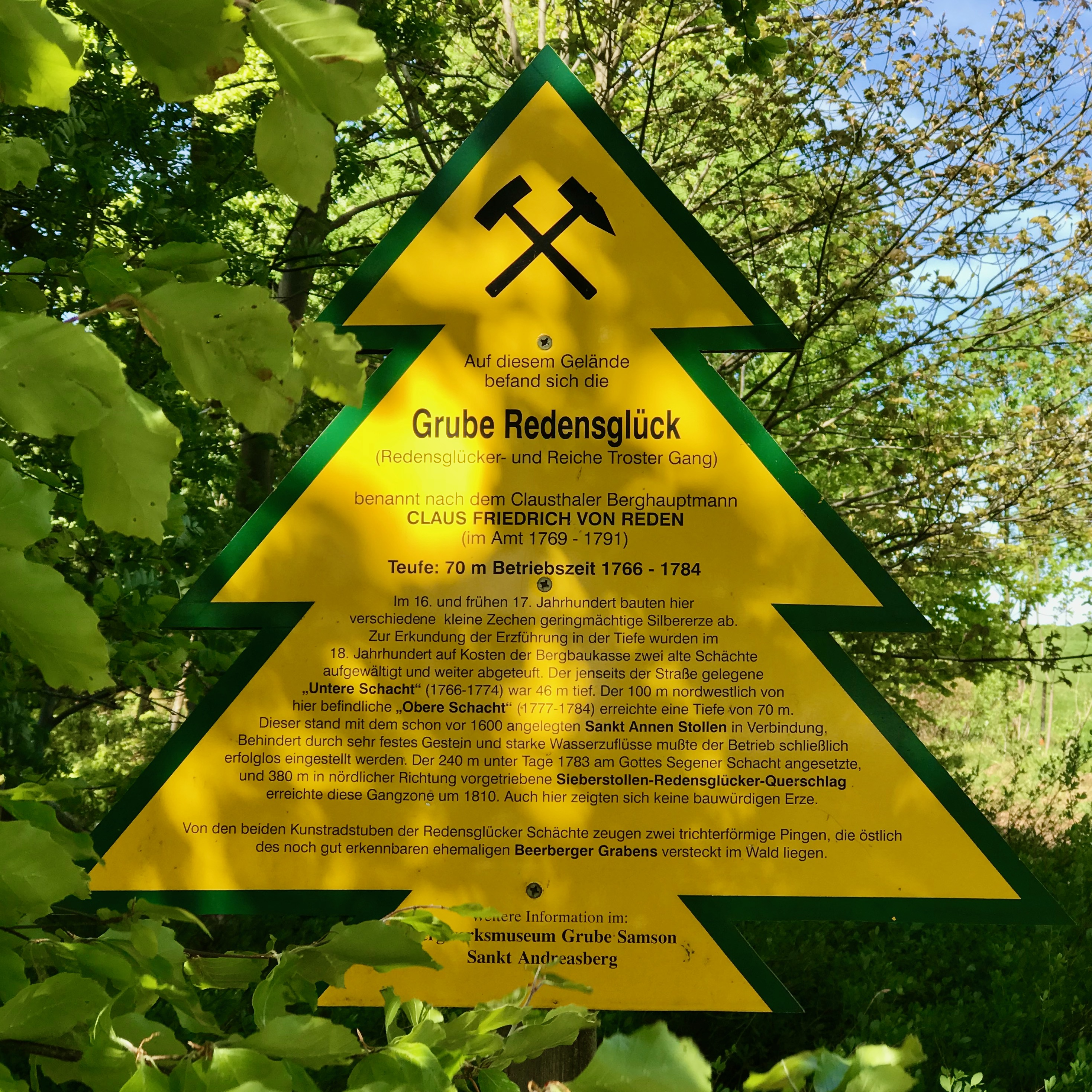
Dennert-Tanne der Grube Redensglück in Sankt Andreasberg

Nicolaus (genannt Claus) Friedrich von Reden (* 6. April 1736 in Celle; † 8. Oktober 1791 in Clausthal) war Mitbegründer der Bergakademie Clausthal und braunschweig-lüneburgischer Berghauptmann von 1769 bis 1791.

## Leben

### Studium
Reden studierte ab 1756 an der Universität Göttingen und war Mitglied des Studentenordens Amicitia et Concordia. 1762 ist Reden in die Freimaurerloge Jonathan in Braunschweig aufgenommen worden. 1785 wurde er zum auswärtigen Mitglied der Göttinger Akademie der Wissenschaften gewählt.

### Familie
Er stammte aus dem Adelsgeschlecht von Reden und ist der Onkel von Friedrich Wilhelm von Reden (1752–1815), dem schlesischen Berghauptmann und preußischen Oberberghauptmann und Minister sowie der Vater des Berghauptmanns Friedrich Otto Burchard von Reden.
Nach seinem Tod im Jahre 1791 hinterließ er seine Witwe Rebecca Luise von Reden geb. von Minnigerode und seine zehn Kinder.  Ein 11. Kind wurde 7 Monate nach seinem Tod geboren.

## Auszeichnungen und Ehrungen
- Die Berg- und Forstämter in Clausthal und in Zellerfeld widmeten ihm nach seinem Tode im Jahre 1791 eine Gedächtnismedaille in Silber und in Kupfer[3].

- In Sankt Andreasberg wurden die Gruben Claus Friedrich, Tiefer Claus Friedrich und Redensglück nach ihm benannt.

## Werke
- Rede bey dem feyerlichen Anfange des Tiefen Georg-Stollen-Baues am 26. Julius 1777 unweit der Bergstadt Grund am Harze ..., Clausthal 1777. (Digitalisat der SLUB Dresden)